# Mont Tinguelin
Le mont Tinguelin est un sommet de faible altitude près de la ville de Garoua, au Nord du Cameroun. 

## Géographie
Les collines tabulaires gréseuses du mont Tinguelin dominent une grande plaine où se situent la ville de Garoua, capitale de la région du Nord-Cameroun, à une dizaine de kilomètres au sud, et la localité de Bogou, distantes d'une quinzaine de kilomètres l'une de l'autre.

## Population

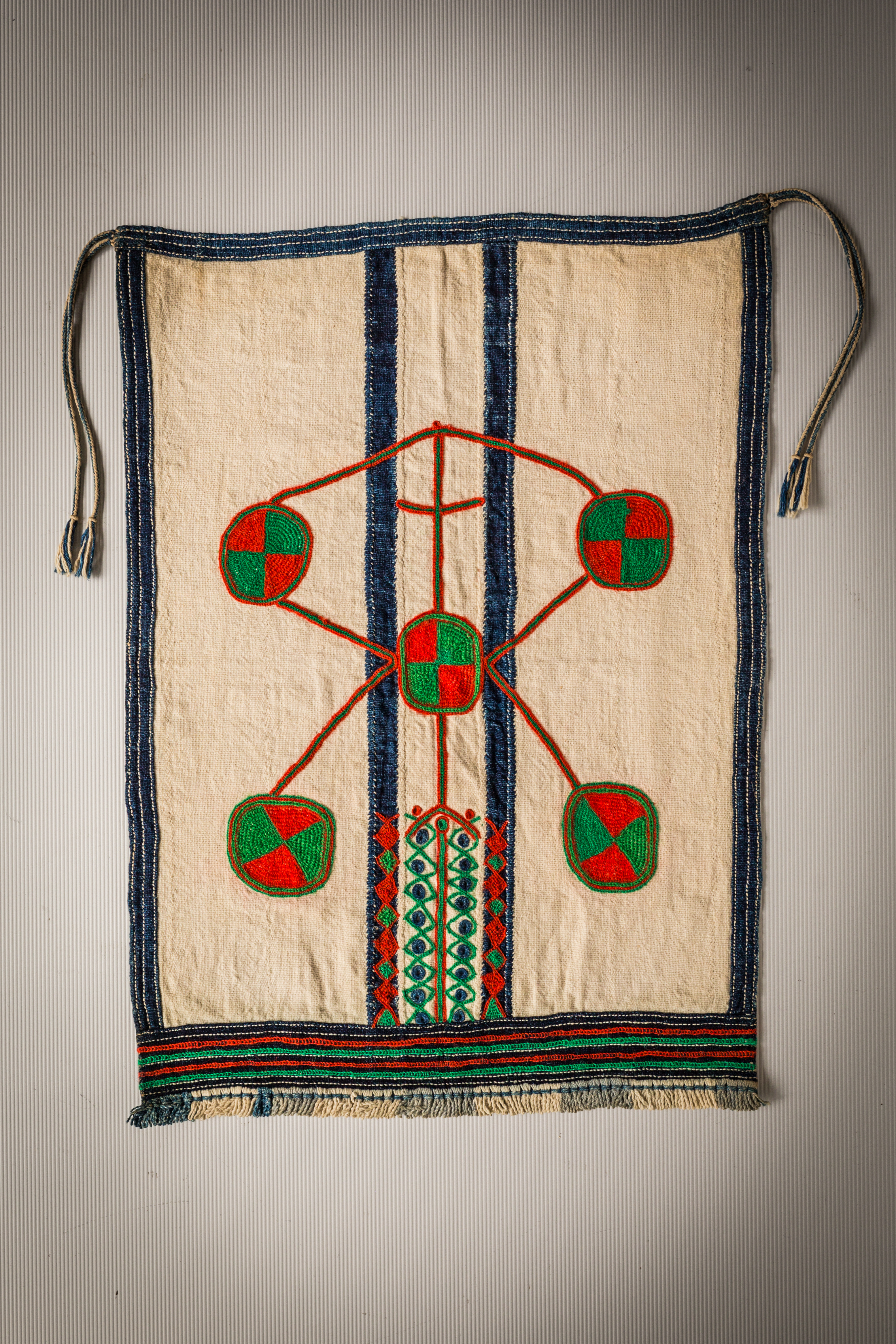
Pagne brodé fali du Tinguelin, collection d'objets ethnographiques de l'université de Strasbourg.

Les pentes du mont Tinguelin abritent des communautés de Falis. Une école à Garoua porte le nom d'« école française le Tinguelin ».